# Bullenbeisser
Bullenbeisser és una raça de gos extinta coneguda com a bons caçadors, de tipus molós a la seva època, de pelatge curt i color tigrat, el seu cap presentava prognatisme, posseïen gran musculatura i una mandíbula ampla i forta per mossegar (es creu com la més alta), d'origen alemany, la seva criança abans estava controlada pels caçadors. Hi Havia dos tipus d'aquesta raça: El Brabanter Bullenbeisser (mossegador d'ossos) i el Danziger Bullenbeisser (mossegador de toros). Es considera el procreador de grans races que avui dia representen el bullenbeisser i és anomenat el grup "Generació Bullenbeisser".
Aquesta raça també és anomenada petit brabant o bulldog alemany. Eren coneguts per la seva fortalesa i agilitat, la seva extinció és a causa del mestissatge i no per decadència de la raça.

## Història
Des de l'època dels assiris, més de 2000 anys aC, existia un tipus de gos amb cap gran i poderós, que eren usats per a la guerra. Molts segles després es va donar el nom de molosoides o molossos als gossos d'aquest tipus, pres de la ciutat de Molossis, a la Regió de l'Epir, al que avui és Albània.
Aquesta raça es va escampar per tot Europa per les migracions dels celtes i dels germànics a llocs com Alemanya, França, Espanya i Anglaterra i es van convertir en els ancestres del gran bullenbeisser (mossegador de toros). Aquest era un gos potent de caràcter fort que utilitzaven els germànics per a la cacera de l'aurochs (bous salvatges de la regió d'Ucraïna), el bullenbeisser era un gos de baralla, guàrdia i pasturatge. A poc a poc els caçadors alemanys tenien el bullenbeisser com a ajudant, depenent del tipus de peça que caçaven se'ls va anomenar Cannis ursiturus (gossos d'os) i Cannis porcatoris (gossos de senglar). A causa de la disseminació dels gossos de baralla, en els segles XII al XIV, una pràctica que es va popularitzar a Europa.
El terme dogge s'utilitzava per anomenar els gossos de cos fort, pèl curt, cap gran, mandíbules poderoses i un llavi superior en forma de triangle i caigut. Els dogge de tots els països d'Europa van donar per la seva grandària durant l'edat mitjana origen a dos tipus de gossos bullenbeisser, el Dantzing de talla gran i el Brabant, de menor grandària i que s'usava sobretot com a gos d'unió durant les caceres de peces grans; Actuaven atacant a les preses per darrere i les sostenien de manera que aquestes no els infligeixin mal i així permetien al caçador matar la presa, per poder acomplir aquesta tasca, el gos havia de tenir en el possible un musell ample amb una alineació àmplia de dents que li permetés tenir una mossegada forta per subjectar la presa. això els va fer molt valuosos i així va ser com es començaren a criar de forma sistemàtica.
D'aquests Bullenbeisser de Brabant sorgeix el bòxer, en una àrea al nord-oest de Bèlgica. A aquests gossos se'ls retallaven les orelles i la cua quan eren petits, ja que se'ls va utilitzar també com a gossos de baralla.
Al segle xviii els grans senyors ja no practicaven les caceres d'ossos i senglars i els brabants ja no vivien en els castells, a més que les corts alemanyes on es criava el bullenbeisser van ser afectades durant les Guerres Napoleòniques i es van acabar les gossades de gossos per aquesta finalitat.
Va ser així com aquests gossos per la seva gran intel·ligència i temperament passen a viure com a gossos de família i guardians a les cases del poble, en hisendes, ranxos ramaders, comerços de bestiar i carnisseries.
A finals del segle xix per l'any 1820 criadors d'Alemanya es van fer càrrec de la raça i van fixar les directrius per a la criança del bòxer que van enriquir amb l'aportació genètica de races semblants, molt especialment del bulldog anglès (del tipus antic, més semblant a un bòxer pesat que a un bulldog anglès modern).
El 1895 es troben a Múnic, capital de Baviera, Elard König, Rudolf Hogner i Friedrich Roberth amb la finalitat de crear el modern bòxer alemany.

## Creació de races
Antigament es buscava a un gos que complís amb aquestes característiques: fort, de protecció i de companyia. Basant-se en això, a finals de l'any 1870 Friedich Roberth juntament amb altres criadors alemanys Konig i Hopner començaren a tenir interès en aquest tipus de gos per procrear una nova generació de bullenbeisser, creuant a 30 d'aquests bullenbeissers amb gossos bulldogs portats de les Illes Britàniques. La composició de sang va ser 50/50 llavors, però els propietaris alemanys començaren a creuar-lo amb tota mena de raça bulldog i bòxer llavors, donant com a resultat races de gossos indistingibles enmig de la Segona Guerra Mundial.
El descendent únic i veritable del bullenbeisser és el pitbull terrier americà, el bòxer és descendent en un 70% del bullenbeisser. Una altra raça va ser el gran danès originalment per una barreja de 50/50 pel mastí anglès i pel gos llop irlandès, amb afegit del dàlmata i del pòinter alemany.
Actualment el bullenbeisser és representat pel dogo argentí i l'alà espanyol, no només per aspecte sinó també pel seu ús. Una altra raça d'origen sud-africana és el boerboel, per una barreja entre bullmastiff, gran danès i bullenbeisser.
Es consideren la nova generació d'aquesta raça extinta.

## Curiositats
- Actualment el descendent del bullenbeisser, el bòxer, és una de les races més famoses del món.
- El pitbull terrier americà juntament amb el dogo argentí tenen la mala fama de ser considerats uns dels gossos més agressius del segle xxi.
- Segons la Federació Cinològica Internacional, el gran danès és considerat «Apol·lo entre totes les races».
- Anteriorment l'alà espanyol va estar a punt d'extingir-se a la dècada dels 80.
- El Boerboel s'ha comparat amb el pitbull, ja que tenen el mateix caràcter i força.